# بتی بوو
بتی بوو (انگلیسی: Betty Boo؛ زادهٔ ۶ مارس ۱۹۷۰) یک موسیقی‌دان اهل بریتانیا است. وی از سال ۱۹۸۹ میلادی تاکنون مشغول فعالیت بوده‌است.